# Cystin
Cystin är en organisk förening med formeln (C2H3NH2COOH)2S2. Det är en dimer av aminosyran cystein.

## Historia
Cystin upptäcktes 1810 av William Hyde Wollaston men klassificerades inte som ett protein förrän 1899 då man lyckades utvinna cystin ur horn.

## Egenskaper
Cystin är ingen essentiell aminosyra men cystinfattig kost bromsar tillväxten hos unga individer. Ämnet är svårlösligt och är huvudbeståndsdel i njurstenar. Den ingår vidare i riklig mängd i keratin varur den kan isoleras efter hydrolys.
Cystin spelar en fundamental roll i de flesta proteiner, eftersom det är den enda aminosyra med vilken två peptidkedjor kan bindas samman med en kovalent bindning. Denna typ av bindning kallas cystinbrygga och kan tänkas uppkomma så att (-SH)-grupper i cystin i två olika peptidkedjor genom oxidation knyts samman till en disulfidbindning (-S-S-) varigenom de båda peptiderna förenas, en process som formellt är identisk med den i formeln.